# جامعة نيو إنكلاند كلية الطب التقويمي
جامعة نيو إنكلاند كلية الطب التقويمي (بالإنجليزية: University of New England College of Osteopathic Medicine)‏ هي إحدى الكليات لتدريس الطب في الولايات المتحدة الأمريكية. تقع في مدينة بيدفورد في ولاية مين الأمريكية. نوع الشهادة الطبية التي يتم تحصيلها هناك هي دو.